# برج دجى
برج دُجى هو ناطحة سحاب متعددة الاستخدامات ارتفاعها 191 متر (627 قدم) في دبي، الإمارات العربية المتحدة. يتكون من 53 طابقا. صمم المبنى من قبل شركة ZAS للهندسة المعمارية، والمكتب الهندسي الوطني، في حين صمم التصميم الهيكلي من قبل شركة بور سعيد الهندسية، وطور المشروع من قبل شركة ناصر لوتاه العقارية. بدأ بناء البرج في عام 2009 واكتمل في عام 2017.

## أحداث
مساء يوم 20 فبراير 2020، اندلع حريق في الأجزاء العلوية من صفائح المبنى. وعلى الفور تم إجلاء السكان وإيوائهم في المباني المجاورة. وذكرت صحيفة ذا ناشيونال أن الكسوة كانت مماثلة لتلك التي نتجت عن حريق برج جرينفيل. ولم يبلغ عن وقوع إصابات. وبعد يومين سُمح للسكان بالعودة إلى المبنى.

## روابط خارجية
- الموقع الرسمي